# Слово (теорія груп)
У теорії груп слово — скінченна послідовність, яка для кожного її елемента може також містити обернений до нього.
Слова використовуються при заданні груп, а також належать до центральних об'єктів у комбінаторній теорії груп.

## Означення
Нехай {\displaystyle S=\{s_{i}\mid i\in I\}} — непорожня множина символів, проіндексована елементами з I. Будемо називати цю множину алфавітом, а її елементи — буквами. Через S-1 позначимо множину {\displaystyle \{s_{i}^{-1}\mid i\in I\}.}
Груповим словом в алфавіті S називається або порожня, або скінченна послідовність букв із {\displaystyle S\cup S^{-1}.}

## Запис слів
Для скорочення запису групового слова можна використовувати піднесення до степеня. Наприклад, слово
{\displaystyle xxy^{-1}zyzzzx^{-1}x^{-1}\,}
можна переписати як
{\displaystyle x^{2}y^{-1}zyz^{3}x^{-2}.\,}
Отриманий вираз не є власне словом в заданому алфавіті {\displaystyle \{x,y,z\}}, а коротшим записом початкового слова.
При роботі з довгими словами також може бути корисним використання надрядкової риски для позначення обернених елементів. Наведене вище слово з використанням цього позначення записуєтьмя так:
{\displaystyle x^{2}{\overline {y}}zyz^{3}{\overline {x}}^{2}.\,}

## Скорочення слів
Слово називається нескоротним, якщо воно або пусте, або в ньому не містяться поруч символи {\displaystyle s_{i}^{k}} та {\displaystyle s_{i}^{-k},} де {\displaystyle k=\pm 1.} Інакше, воно називається скоротним.
Для кожного скоротного слова існує єдине нескоротне слово, до якого його можна звести, тобто скоротити. Наприклад,
{\displaystyle y^{-1}zxx^{-1}y\;\;\longrightarrow \;\;y^{-1}zy.}
Два слова називають сусідніми, якщо одне з них дорівнює {\displaystyle x_{1}\dots x_{j}x_{j+1}\dots x_{n},} а інше — {\displaystyle x_{1}\dots x_{j}s_{i}^{k}s_{i}^{-k}x_{j+1}\dots x_{n},} де {\displaystyle x_{i}\in S\cup S^{-1}} та {\displaystyle k=\pm 1.}

## Операції над словами
Приписуванням (або добутком) двох слів {\displaystyle u=x_{1}x_{2}\dots x_{n}} та {\displaystyle v=y_{1}y_{2}\dots y_{m}}, де {\displaystyle x_{i},y_{j}\in S\cup S^{-1},} називається слово {\displaystyle x_{1}x_{2}\dots x_{n}y_{1}y_{2}\dots y_{m},} яке позначається через {\displaystyle uv.}
Наприклад,
{\displaystyle \left(xzyz^{-1}\right)\left(zy^{-1}x^{-1}y\right)=xzyz^{-1}zy^{-1}x^{-1}y.}
Звідси результатом приписування двох нескоротних слів може бути скоротне слово.
Оберненим словом до слова {\displaystyle w=z_{1}z_{2}\dots z_{r}}, де {\displaystyle z_{i}\in S\cup S^{-1},} називається слово {\displaystyle z_{r}^{-1}\dots z_{2}^{-1}z_{1}^{-1},} яке позначається через {\displaystyle w^{-1},} причому {\displaystyle \left(s_{i}^{-1}\right)^{-1}=s_{i}.}
Наприклад,
{\displaystyle \left(zy^{-1}x^{-1}y\right)^{-1}=y^{-1}xyz^{-1}.}

## Еквівалентні слова
Два слова u та v називаються еквівалентними, якщо для них можна побудувати таку скінченну послідовність слів {\displaystyle w_{1},w_{2},\dots ,w_{d},} що {\displaystyle w_{1}=u}, {\displaystyle w_{d}=v,} а {\displaystyle w_{i}} та {\displaystyle w_{i+1}} є сусідніми словами при {\displaystyle i=1,\dots ,d-1.} Позначення: {\displaystyle u\sim v.}
Можна показати, що задане відношення {\displaystyle \sim } є відношенням еквівалентності. Причому кожен клас еквівалентності за цим відношенням містить тільки одне нескоротне слово.

## Вільна група
Нехай {\displaystyle F(S)=\{[u]\mid u} — слово в алфавіті {\displaystyle S\}.} На цій множині можна визначити операцію приписування (або добутку):
Можна довести, що {\displaystyle F(S)} разом із заданою на ній вище операцією утворює групу. Ця група називається вільною з системою твірних S, а потужність S називається її рангом.